# San Juan Teitipac
San Juan Teitipac là một đô thị thuộc bang Oaxaca, México. Năm 2005, dân số của đô thị này là 2552 người.